# Luca Pietro Strabla
Luca Pietro Strabla (1963) è un astronomo amatoriale italiano.
Il Minor Planet Center gli accredita la scoperta dell'asteroide 6460 Bassano effettuata il 26 ottobre 1992 in collaborazione con Ulisse Quadri.
Gli è stato dedicato l'asteroide 35326 Lucastrabla.